# Trachemys scripta
Trachemys scripta, el galápago de Florida, tortuga pintada, tortuga de orejas rojas, galápago americano, tortuga escurridiza o jicotea, es una especie de tortuga de la familia Emydidae. 
Vive en ciénagas y otras aguas dulces. Se alimenta de diversos animales y plantas. Se distribuye por el este de Estados Unidos y nordeste de México, y ha sido introducida, debido a su popularidad como mascota, en el oriente de Asia, Australia y en Europa, especialmente la subespecie norteamericana Trachemys scripta elegans. Se ha prohibido la introducción de esta especie en Europa debido a que se han creado poblaciones en muchos lugares del continente por la suelta incontrolada de ejemplares que se habían adquirido como mascotas, y que han provocado daños en los ecosistemas locales, al ser una especie invasora; uno de los países que ha llevado a cabo esta prohibición es España, donde queda incluida en el Catálogo Español de Especies Exóticas Invasoras, estando prohibida en España su introducción en el medio natural, posesión, transporte, tráfico y comercio.

## Taxonomía

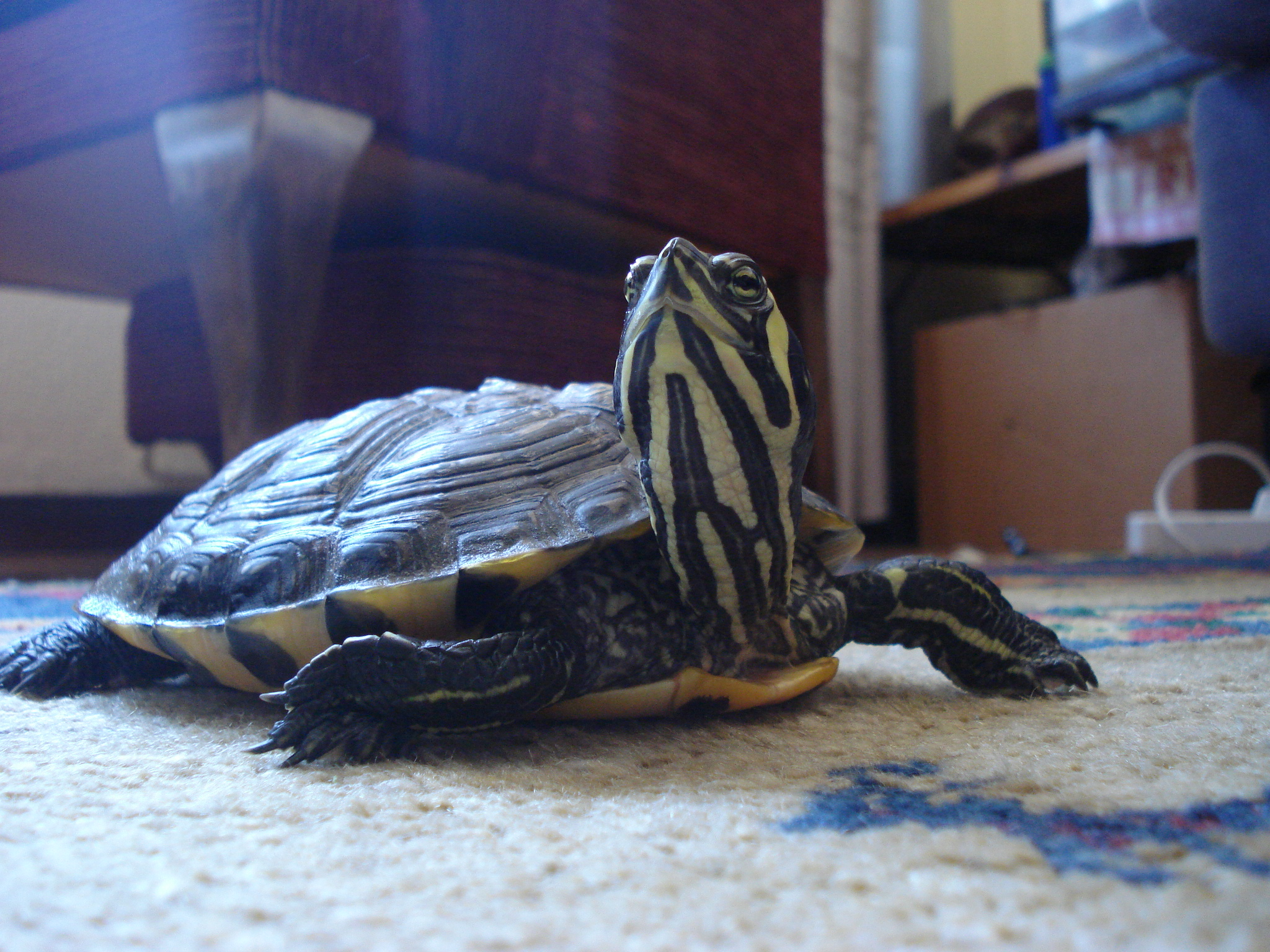
Joven ejemplar de Trachemys scripta scripta.

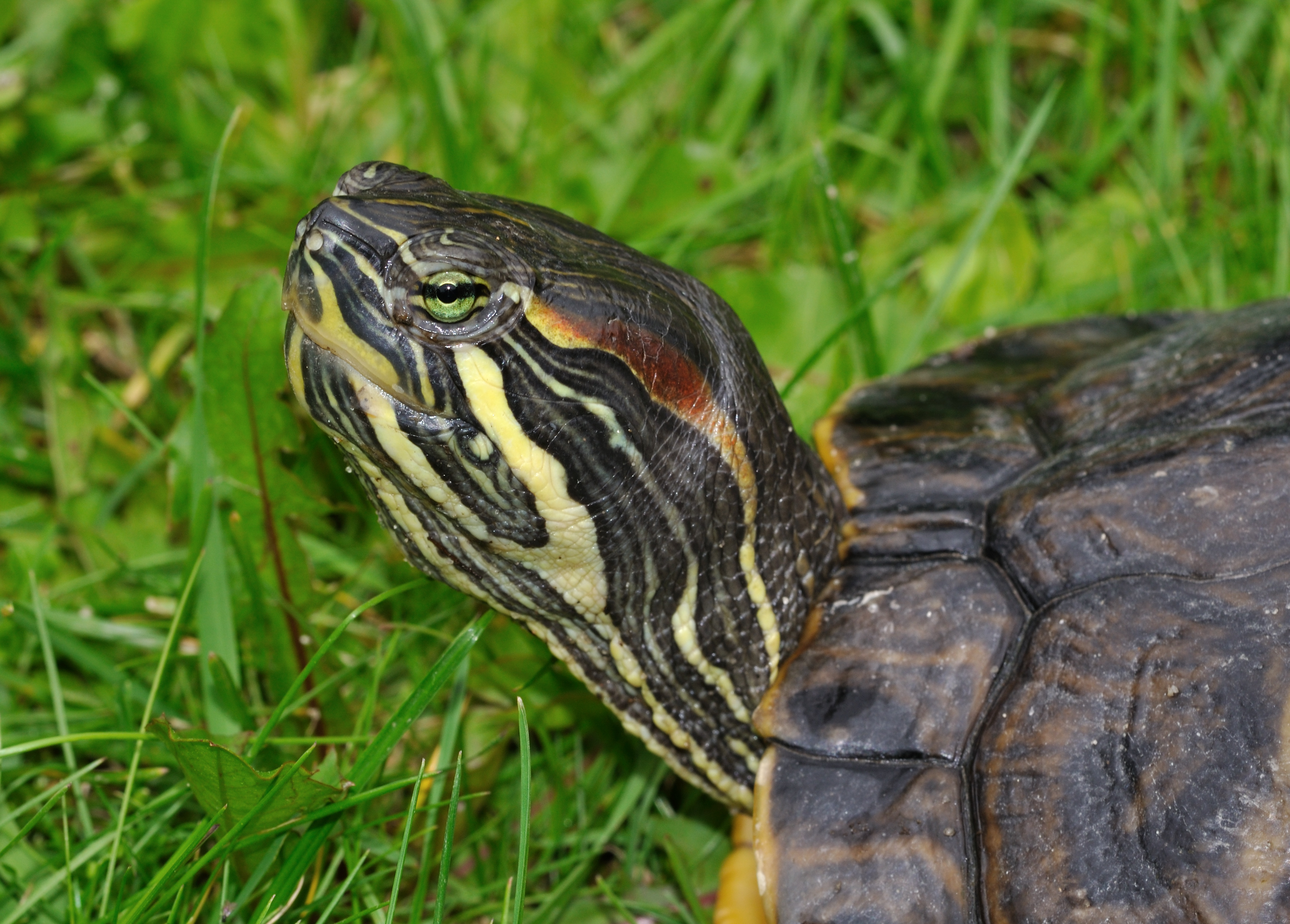
Trachemys scripta troostii.

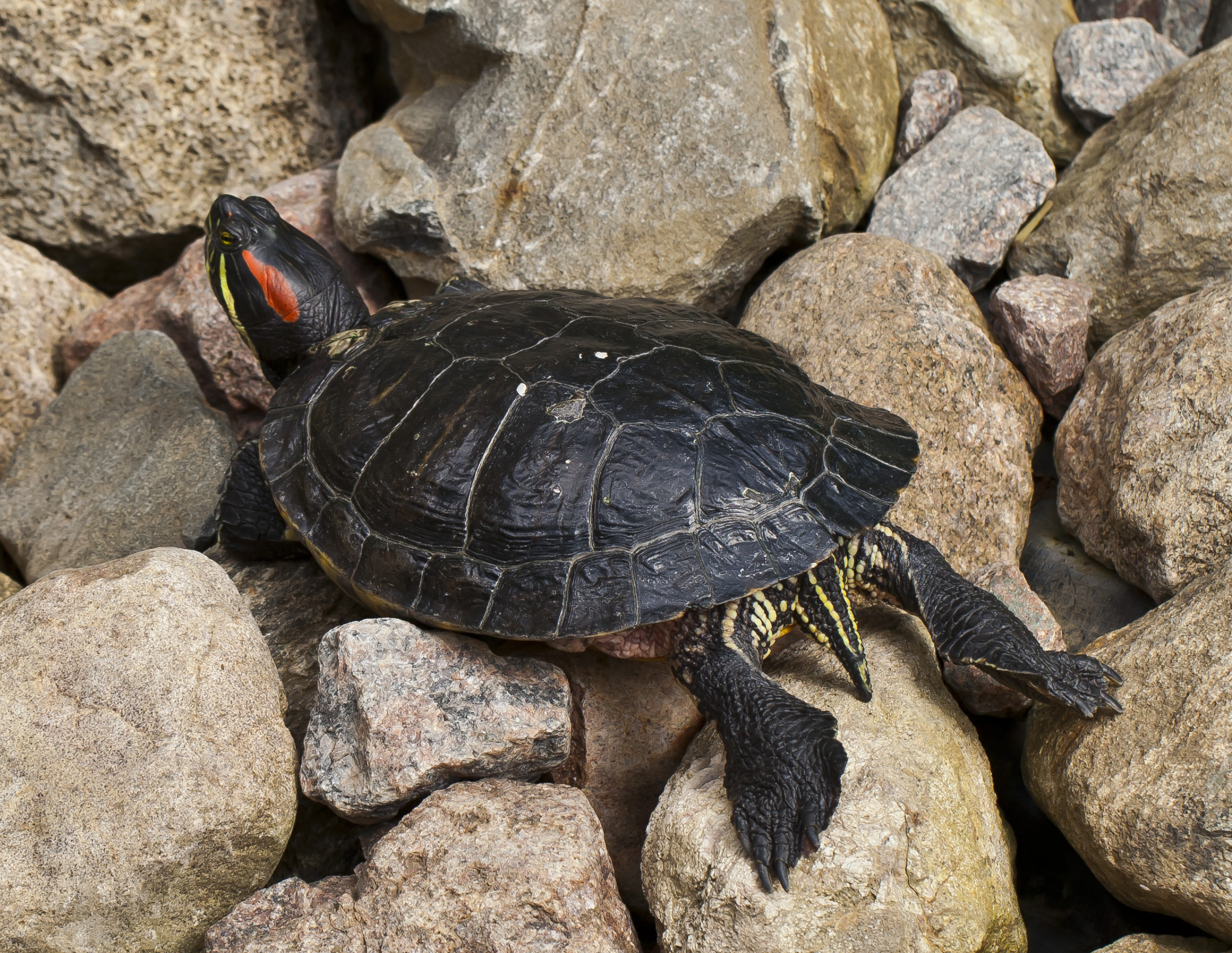
Trachemys scripta elegans.

Actualmente se reconocen tres subespecies:
- Trachemys scripta elegans: Texas, Oklahoma, Nuevo México, Kansas, Kentucky, Indiana, Alabama, Tennessee, Arkansas, Illinois y Misuri. Es una de las especies de tortuga más conocida en el mundo. Se importó en grandes cantidades a muchos países del mundo, donde la gente las liberó y empiezan a ser una plaga. Tiene el caparazón verde, que con el tiempo se vuelve marrón, con algunas manchas amarillas. El plastrón es amarillo con manchas negras. Su característica más distintiva es una gran mancha rojas detrás de las orejas. Hasta 28 cm.
- Trachemys scripta scripta: Virginia, Carolina del Norte, Florida, Carolina del Sur y Georgia. Caparazón de color negro con unas rayas verticales tenues de color marrón. El plastrón es amarillo, sin manchas o con unas pocas de color negro. La cabeza es oscura con unas grandes manchas de color amarillo intenso. Hasta 30 cm.
- Trachemys scripta troostii: Tennessee y Kentucky. Caparazón verde con algunas manchas claras y plastrón amarillo con manchas negras. En la cabeza tiene una mancha amarillo pálido. Es probable que sea la evolución de híbridos entre T.s. elegans y T.s. scripta, ya que posee caracteres de ambas especies y su distribución está también situada entre la de ambas especies. Hasta 21 cm.

Previamente se reconocían un gran número de subespecies, hasta quince, que ahora se reconocen como especies independientes.

## Descripción
Estas subespecies pueden alcanzar de 20 a 30 cm de largo, aunque no es frecuente que superen los 25 cm. Los machos son de menor tamaño pero tienen las uñas y la cola más largas. Las hembras alcanzan un tamaño mayor que los machos, sin embargo tienen la cola y uñas mucho más cortas.